# Dutti der Riese
Dutti der Riese ist ein Dokumentarfilm von Martin Witz aus dem Jahr 2007. Der Film porträtiert den Migros-Gründer Gottlieb Duttweiler.

## Inhalt
Innovationen wie die Tiefpreispolitik oder die Selbstbedienungsläden, mit denen Duttweiler den Schweizer Detailhandel veränderte, stehen am Beginn des Dokumentarfilms. Chronologisch folgt er sodann wichtigen Stationen seines Lebens. Duttweiler kommentiert die Bilder teilweise auf erhaltenen Tondokumenten selbst. Zusätzlich schildern Zeitzeugen ihre Erinnerungen.
Die Gründung der Migros im Jahr 1925 bedeutete für den Kaufmann aus Zürich einen Neuanfang nach dem Scheitern seiner bisherigen Laufbahn. Mit billigen Ford-Wagen brachte er die Waren direkt zu Hausfrauen in Stadt und Land. Hinzu kamen später eigene Läden und Fabriken. Die Firma polarisierte mit ihren neuen Ideen, machte sich dies aber auch im Werbespielfilm Familie M junior (1953) zunutze.
Lebensmittelkonzerne setzten 1933 einen Bundesbeschluss durch, um die Eröffnung neuer Filialen der Grossverteiler zu verhindern. Mit dem Landesring der Unabhängigen trat Duttweiler darauf selbst in die Politik ein und prägte ein neues, genossenschaftlich geprägtes Wirtschaftsprogramm. In den Kriegsjahren betrieb er Aktionismus: So unterstützte er die patriotischen Filme Landammann Stauffacher (1941) und Marie-Louise (1943), übernahm die Generoso-Bahn und trat für die Selbstversorgung der Schweiz ein. Die Migros wandelte er in eine basisdemokratische Genossenschaft um und schenkte sie der Öffentlichkeit.
Nach dem Krieg expandierte die Migros weiter. «Dutti» pflegte einen bescheidenen Lebensstil. Er wollte das Gemeinschaftsgefühl der Genossenschafter stärken, obwohl er im Betrieb weiterhin viel Autorität verkörperte. Duttweiler betonte, dass ihm Geist wichtiger als Geld sei. Die Konsumwelt, an der er selbst mitgebaut hatte, wurde ihm fremd. So setzte er sich plötzlich für kriegsgeschädigte Auslandschweizer ein und trat vorübergehend in den Hungerstreik. Auch eine Organisation für den Weltfrieden wollte er noch realisieren, die sich aber nicht finanzieren liess. Immerhin legte er damit den Grundstein für das in seinem Todesjahr 1962 eröffnete Gottlieb Duttweiler Institut. Die Abdankung für den Verstorbenen im Fraumünster zog eine riesige Trauergemeinde an.

## Produktion
Der Film war eine Produktion der Ventura Film zusammen mit der SRG SSR und Teleclub. Martin Witz schrieb nicht nur das Drehbuch, sondern führte erstmals bei einem Kinofilm Regie.

## Auszeichnungen
- Filmpreis der Stadt Zürich 2007

## Kritiken
«Eine analysierende ökonomische oder politische Debatte zu Duttweilers Wirken und der Idee ‹Migros› auch mit Kritikern und Gegnern wird explizit nicht geführt, Anknüpfungspunkte aber findet man genug im Film. So ist ‹Dutti der Riese› wie ein opulenter Bildband, der Appetit weckt auf einen beigelegten Materialien- und Diskussionsband. Er ist das, was Erzähl-Kino vermag.»

«Das Werk beginnt und endet mit Gottlieb Duttweilers Tod. Die Ausstrahlung seines Lebenswerks auf die Gegenwart kommt dabei etwas zu kurz. Kritik an Duttweilers Person wird in diesem Film, wenn überhaupt, nur von Parlamentariern der von ihm gegründeten Partei, des Landesrings der Unabhängigen, geäussert. […] Das ist ein Mangel an diesem spannenden, sonst sehr einfühlsam und gut recherchierten Film. […] Sind die Macher etwa selbst dem Mediengenie Dutti ein wenig auf den Leim gegangen?»

«Dass im ganzen Film kein einziges Mal zum Beispiel von der wirtschaftlichen Situation der Migros-Angestellten die Rede ist, sondern immer nur von der Situation der Migros-Chefs, passt nicht zum 20. Jahrhundert der Klassenkämpfe. In einer weitaus kritischeren Auseinandersetzung würde Dutti der ‹Riese›, ein Mann der Widersprüche, wahrscheinlich noch interessanter.»